# 平南鐵路

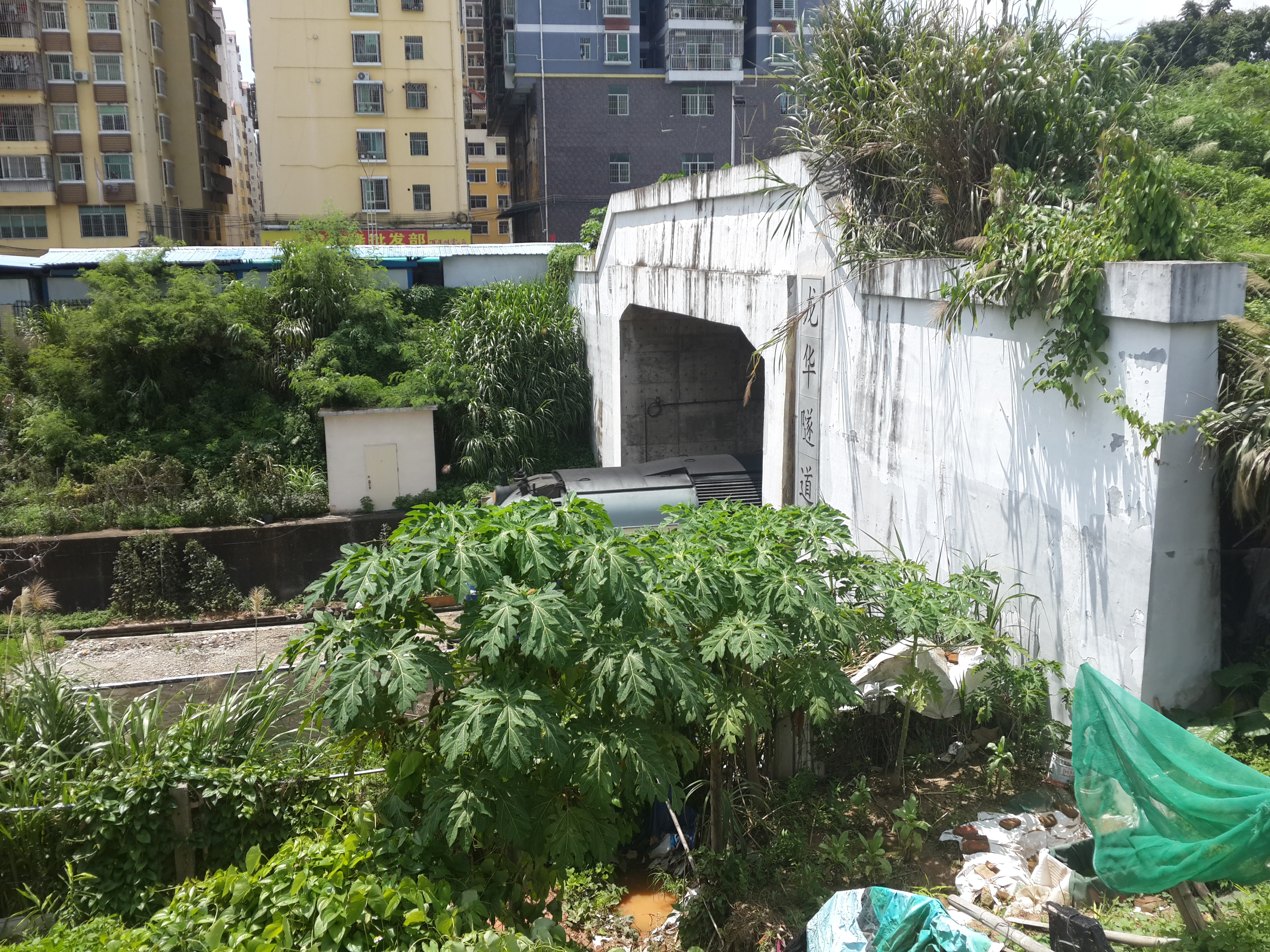
平南鐵路龍華隧道，部分位於深圳北站底層地鐵月台層結構內

平南鐵路，全称为平湖-南山鐵路，是一条位於中國廣東省深圳市境内的铁路，連接平湖及南山。本鐵路由深圳市地鐵集團佔75%（其餘屬中國鐵路廣州局集團有限公司）的深圳平南鐵路有限公司管理和营运，提供的服務包括貨運和長途客運。平南铁路也是目前中國大陸少数没有政府直接投资（但參與企業均為國營企業，基本上是國家間接全資持有）、完全依靠企业筹资贷款建设的地方合资铁路，亦是中國大陸第一條由中外（實際上都是中資國有企業，僅招商局集團及廣鐵）企業合資修建，並按照股份制方式經營和管理的鐵路。
平南鐵路现时全長35公里（平湖南站－深圳西站）。橫貫深圳西部地區的平南铁路，在西端連接蛇口和媽灣兩個港口，在東端的平湖南站連接廣深鐵路；另外，本鐵路亦設有國鐵系統與深圳地鐵（5號線）唯一的聯絡線（連接塘朗車輛段），以便通過國鐵運送新列車。現時平南铁路为全線单线，尚未電氣化，所有列車均由柴油機車牽引。
平南鐵路曾设有連接蛇口西站的蛇口支线，蛇口支线在平南線本線上分歧，全长6.1公里（深圳西－蛇口西），但已拆除。

## 歷史
自中国于1980年代实行改革开放、设立深圳经济特区后，位于深圳市西部的三个港口——蛇口港、赤湾港、妈湾港的货物进出口量大幅增加，但港口不连接铁路的限制对影响港口地区的发展。为协助深圳西部港口地区的发展和提升竞争力。至1980年代末，当时广州铁路局（今广州铁路集团）、招商局蛇口工业区、香港招商局发展有限公司、深圳南山开发公司等中港中資企業共同筹建连接港口的铁路，即为平南铁路，这条铁路也成为中国自1949年后第一条完全由企业筹资建设的铁路。并共同成立深圳平南铁路有限公司，负责平南铁路的建设、经营和管理。
- 1991年：由原國家計委批准立項，同年9月開始興建，总投资近10亿元人民币，并被列为深圳市“八五”重点工程。
- 1993年3月28日：部分通車並進入試運營。
- 1994年9月：全線貫通並納入全國鐵路網。
- 1995年6月：开通深圳西站始發长途旅客列车。
- 2005年：因赤湾港集装箱运输用地不足和重新分配用地的影响，赤灣站和全长7.7公里的赤灣支線被拆除，改建成为进出港通道。
- 2009年4月16日：为了令广深港客运专线、深圳地铁4號綫、5號綫、6号线及深圳北客运枢纽有足够空间进行建设，平南铁路进行了相应的改线工程，將長嶺陂和沙元埔之間的一段改為地下。塘朗站便线成功拨接[3][4]。
- 2009年5月10日：平南铁路龙华段改线过渡便线成功拨接。
- 2016年9月29日，平南鐵路深圳西站以南路段開始拆除（見下段）[5]。

## 發展
在早年興建深圳地鐵的計劃當中，包括本鐵路在內三條深圳既有國鐵鐵路，將會改建成深圳地鐵轄下電氣化雙軌通勤鐵路，但最後沒有實現。
随着布吉站重建為深圳东站并于2012年12月21日啟用後，平南鐵路將削减長途客運的功能。
隨著前海灣填海區（在平南鐵路月亮灣大道段西側）發展為前海深港現代服務業合作區，鐵路限制了兩邊地區的連接，例如從東濱路、月亮灣大道的路口進入前海深港現代服務業合作區，需經過平南鐵路的平交道；廣深沿江高速在月亮灣大道的立交亦因月亮灣大道西邊緊鄰平南鐵路而受到限制。因此，市政府通過深圳市地鐵集團，向招商局集團收購並改造平南鐵路，以改善前海深港現代服務業合作區與鐵路東側地區的連接。雙方就有關收購，於2015年4月28日簽訂意向書，預計在9月前完成股權收購，將深圳西站以南鐵路路段拆除，在2016年6月底前停止前海段客運功能，將客運功能從深圳西站遷移至西麗站。2016年9月29日，深圳西站以南路段開始拆除。2022年8月9日，深圳西站开出了最后一班开往太原的K238次列车，8月10日起该车次调整为从深圳东站始发。另外两列仍在运行图中的车次（开往重庆北的K836次及开往成都的K586次）也在10月11日起调整至深圳东站始发，自此深圳西站不再办理列车接发之餘，也因此再沒有旅客列车行走平南铁路。

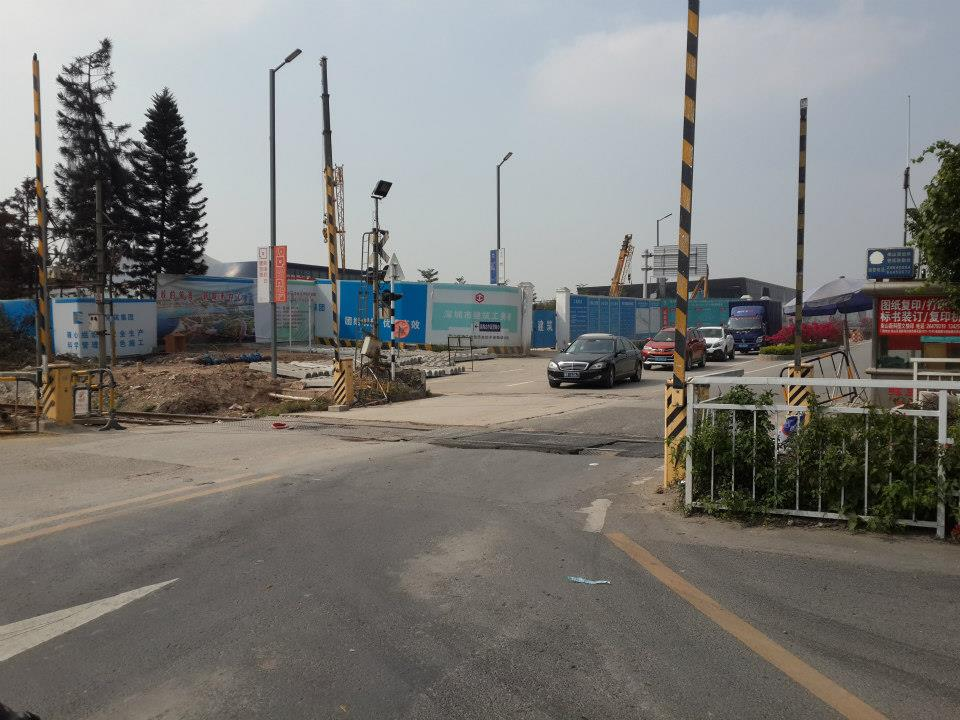
平南鐵路/前灣一路平交道，是前海深港現代服務業合作區的主要出入口，已在2016年拆除。
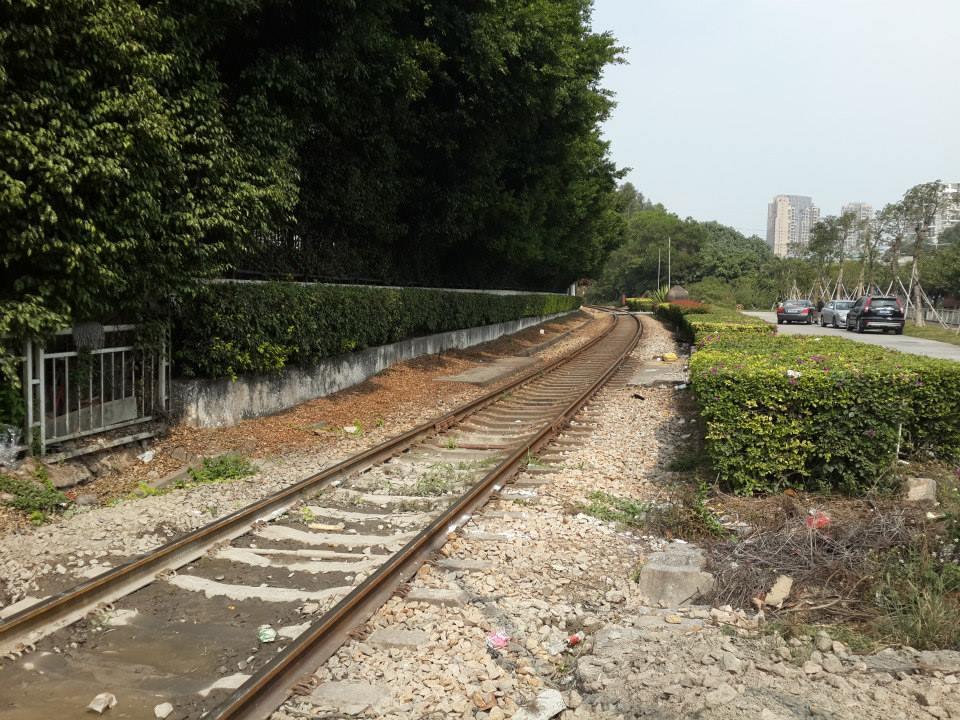
平南鐵路近月亮灣大道的一段，2016年已經被拆除。

## 使用車輛

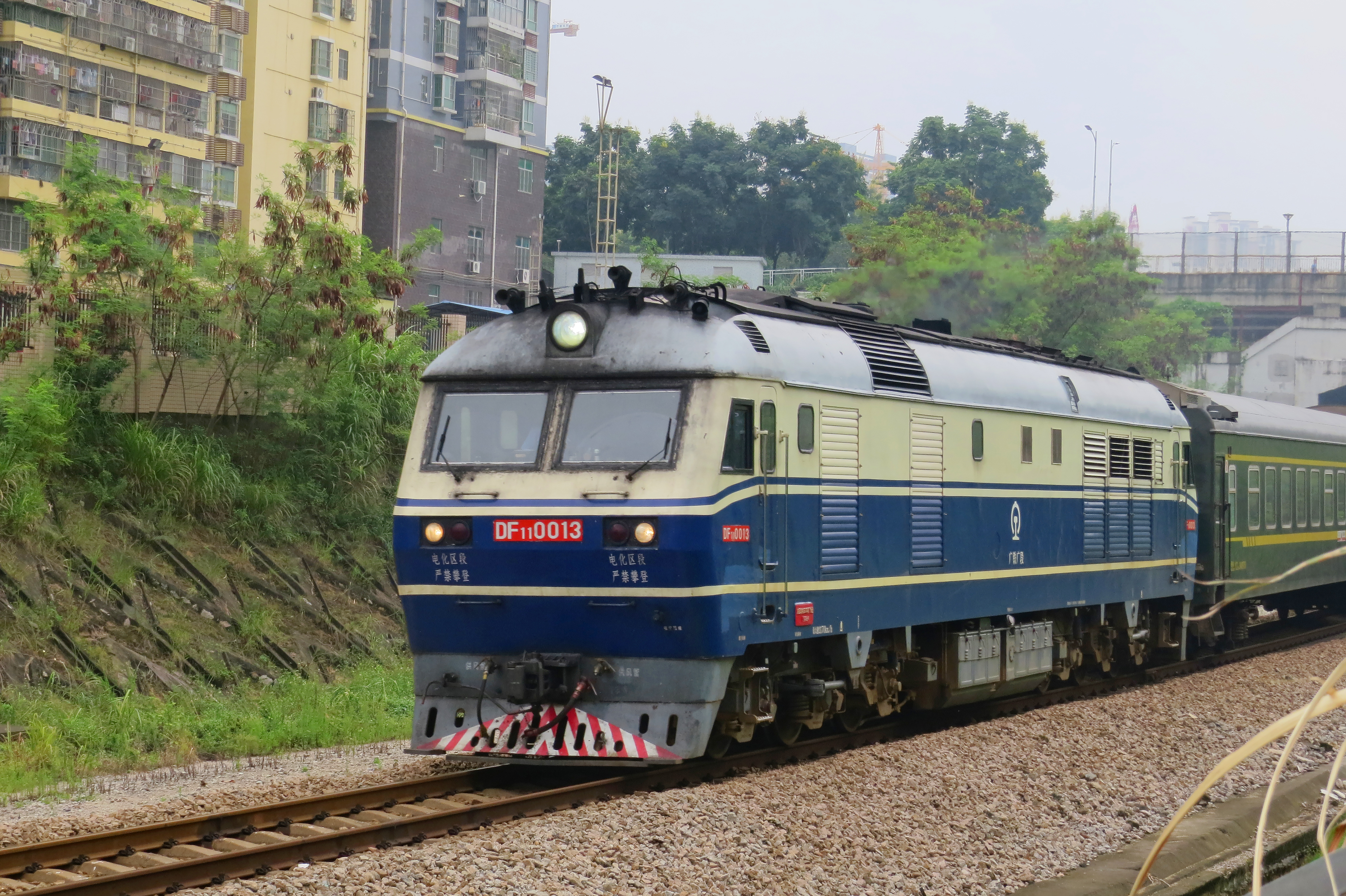
配属广州机务段的東風11型内燃機車第0013号牵引深圳西至的K9084次列车驶出龙华隧道

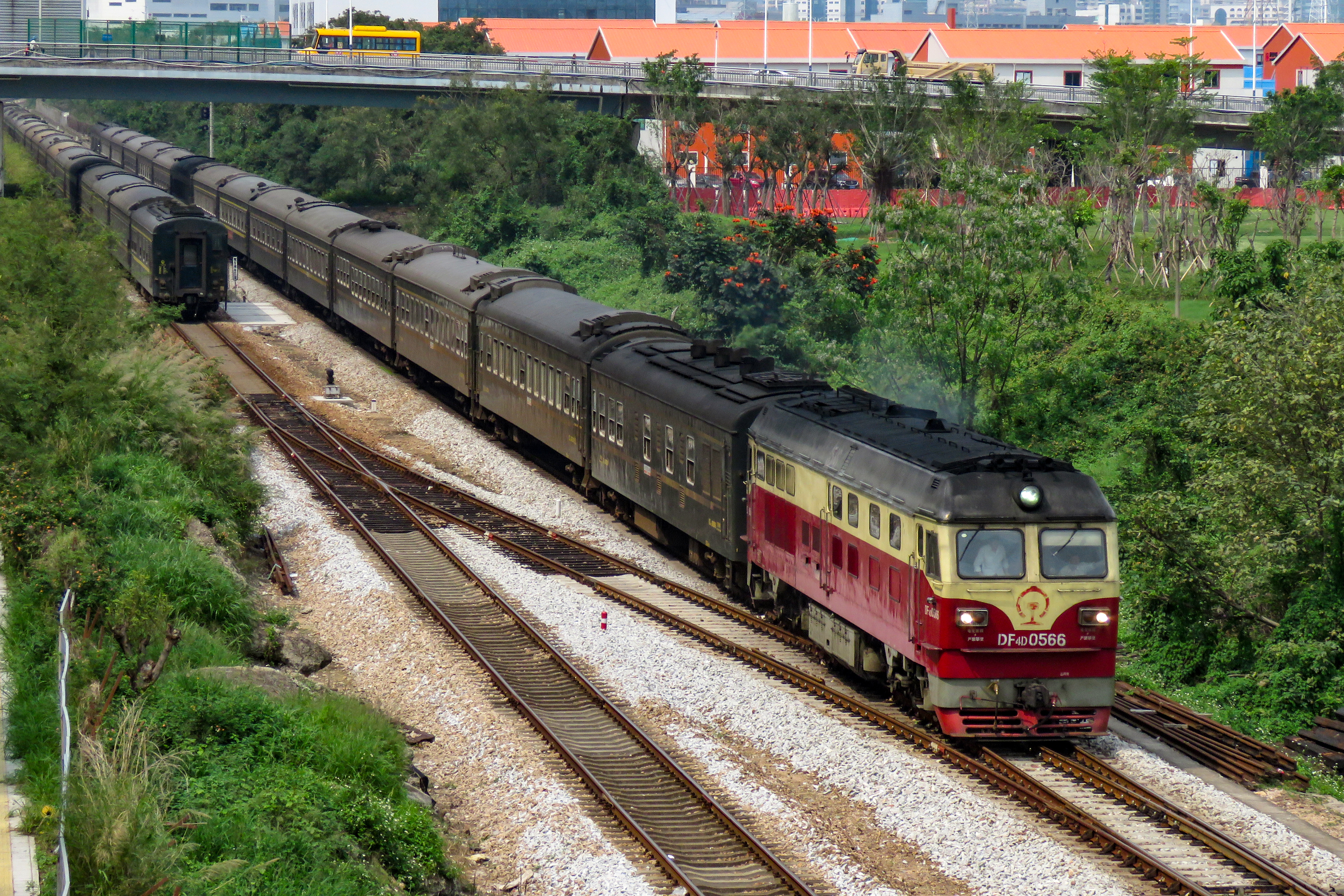
配属龙川机务段的東風4D型柴油機車第0566号牵引合肥至深圳西的K255次列车驶入深圳西站

- 東風4B型柴油機車（廣鐵集團廣州機務段、廣鐵集團平南機務段）
- 東風11型内燃機車（廣鐵集團廣州機務段）
- 22B型客車(臨客使用)
- 25B型客車(臨客使用)
- 25G型客車

## 车站列表
平南铁路以平湖站为起点，深圳西站为终点，并延伸至妈湾站。包括由深圳西站到蛇口西站的支线铁路，全长42.5公里。

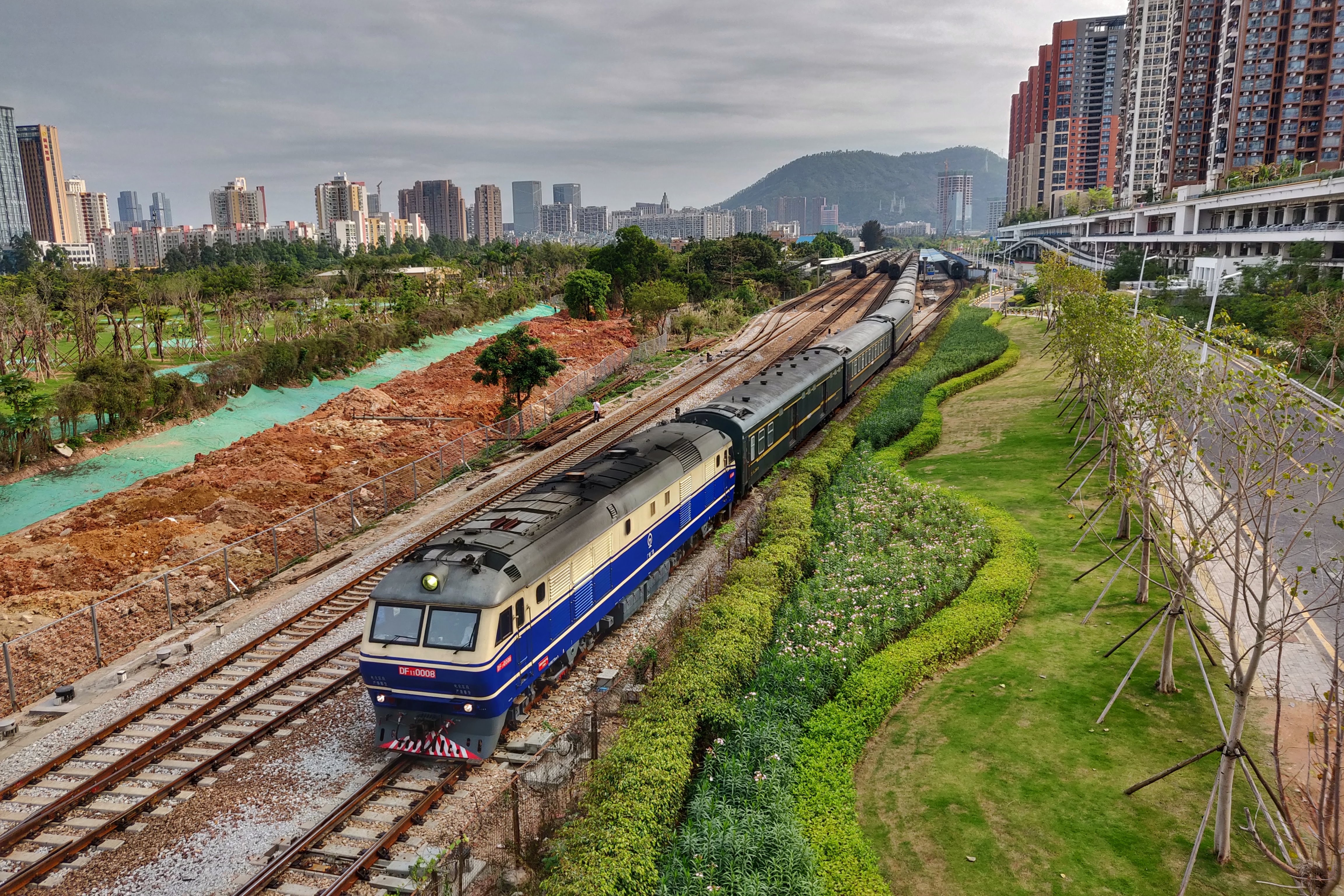
配属广州机务段的东风11型内燃机车第0008号牵引旅客列车离开深圳西站

| 序号 | 站名     | 公里数 | 所属行政区   | 级别   | 备注 |  |
| ---- | -------- | ------ | ------------ | ------ | --- |  |
|      |          |        |              |        | |  |
| 1    | 平湖站   | 0公里  | 深圳市龙岗区 | 四等站 | 平南铁路起点，连接平盐铁路、广深铁路及京九铁路                                                                |  |
| 2    | 木古站   | 3公里  | 深圳市龙岗区 | 四等站 | 1993年建成使用                                                                                                |  |
| 3    | 坂田站   | 17公里 | 深圳市龙岗区 | 四等站 | 1993年建成使用                                                                                                |  |
| #    | 塘朗站   | ——     | 深圳市南山区 | ——     | 预留，有聯絡線往地鐵塘朗車輛段，以便運送新地鐵列車                                                            |  |
|      |          |        |              |        | |  |
| 4    | 西丽站   | 28公里 | 深圳市南山区 | 四等站 | 1993年建成使用。按照最新規劃，未來深圳西站將被拆除，深圳西站的客運職能將轉移到此站替代                        |  |
| 5    | 深圳西站 | 35公里 | 深圳市南山区 | 一等站 | 连接至蛇口站的支线，2016年9月29日起成為平南鐵路終點。按照最新規劃，本站將會被拆除，客運職能將轉移至西麗站替代 |  |
| #    | 妈湾站   | ——     | 深圳市南山区 | 四等站 | 已废弃拆除 |  |
| #    | 赤湾站   | ——     | 深圳市南山区 | 四等站 | 已废弃拆除 |  |

### 深圳西站至蛇口西站的支线（已拆卸）

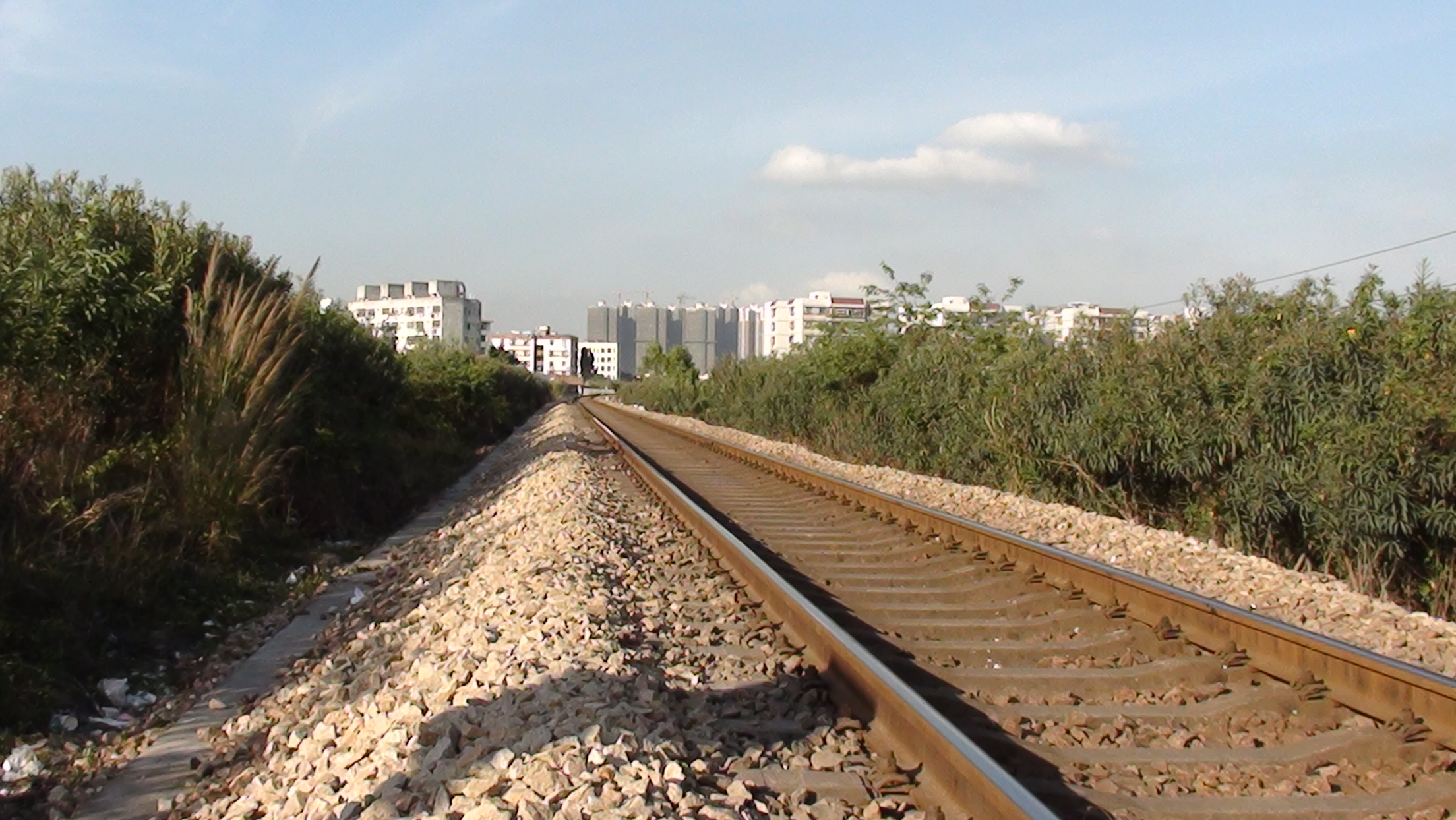
深圳南头二线关附近的一段路轨

深圳西站至蛇口西站的支线铁路位于深圳市南山区境内，全长6.1公里，其中与平南铁路主线共线约4公里，而月亮灣大道至興海大道一段為高架鐵路。現時支綫已拆除。
| 序号 | 站名     | 公里数 （自深圳西站） | 所属行政区   | 级别   | 备注                                                    |  |
| ---- | -------- | --------------------- | ------------ | ------ | ------------------------------------------------------- |  |
|      |          |                       |              |        |                                                         |  |
| #    | 深圳西站 | 0公里                 | 深圳市南山区 | 一等站 | 深圳西站至蛇口站的支线的起点，平南铁路上第5个车站。     |  |
| #    | 蛇口西站 | 6.1公里               | 深圳市南山区 | 四等站 | 深圳西站至蛇口站的支线的终点，鄰近深圳地铁2號綫赤灣站。 |  |

## 未來發展
在2015年7月，深圳市地鐵集團進行《平南铁路改造工程勘察设计》和《平南鐵路深圳西站以南段鐵路拆除工程》兩則招標信息
，研究將平南鐵路部分自西麗站以西路段改造為地下路段。平南鐵路深圳西站以南段鐵路拆除工程範圍是平南鐵路從前灣一路道口至興海大道道口（不含）及位於前海開發區內的蛇口支線，共長3.29公里。
據悉，按照相關規劃，未來深圳西站將搬遷至西麗站。深圳市相關機構已委託設計單位開展了西麗站改造工程的可行性研究等工作。因平南鐵路為国铁线路的一部分，因此將深圳西站客運功能轉移至西麗站的規劃和建設，需待中國鐵路總公司批准。
根据深大城际铁路和深惠城际铁路于2021年5月发布的环评文件，平南铁路原以双线电气化标准建设的龙华隧道路段将会进行改造，作为深惠城际铁路在深圳北站的站台部分使用，同时平南铁路亦有多处将进行改造，使其满足远期增建双线及电气化的条件。
2022年中旬，平南铁路暂停客运服务；货运服务只在西丽站到平湖南站被提供。深圳西站至西丽站暂停所有列车通行。
2022年新冠肺炎疫情（COVID-19）期间，平南铁路尾站深圳西站被用于隔离轻症病患。其所建的“方舱医院”至今仍未拆除，预示着平南线的废线已成定局。